# Omolabus peruanus
Omolabus peruanus es una especie de coleóptero de la familia Attelabidae.

## Distribución geográfica
Habita en Perú.